# Hercynské vrásnění

Lokalita hercynsko-alleghenských horských pásem ve středním karbonu. Dnešní pobřeží jsou vyznačena šedou pro lepší orientaci, červená barva značí sutury.

Hercynské nebo variské, někdy též armorické a v Severní Americe alleghenské vrásnění byl horotvorný proces, ke kterému došlo v prvohorách během devonu (416–359 Ma) a karbonu (359–299 Ma), konkrétně se udává 390–310 Ma. Byl způsoben srážkou superkontinentů Eurameriky a Gondwany. Výsledkem byl řetězec několik tisíc metrů vysokých pohoří, který se táhl napříč nově vzniklým superkontinentem Pangeou. Tato pohoří neměla dlouhého trvání. Již během permu (299–251 Ma) byla srovnána erozí. Mnohá dnešní pohoří, která se nacházejí v hercynském geologickém prostoru (např. Krkonoše) získala svou výšku mnohem později, když byla během alpinského vrásnění vyzvednuta podél zlomových linií; tvar jejich vrcholových partií však nadále ukazuje zarovnaný prvohorní povrch.

## Název
Hercynské vrásnění je nazváno podle pohoří Harz (čti [harc]), který je součástí Hercynského lesa, čili jedním z hercynských pohoří. Synonymum variské vrásnění vzniklo podle kmene Varisků, který obýval území dnešního Vogtlandu na západ od Krušných hor. Vídeňský geolog Eduard Suess zavedl v roce 1880 pojem variský směr, který se používal pro libovolné pohoří táhnoucí se ve směru severozápad–jihovýchod. Protikladem byl hercynský směr jihozápad–severovýchod. Z tohoto pohledu by většina pohoří, kterým dnes říkáme hercynská, byla variská, výjimkou by byly např. Krušné hory. Později se oba termíny přenesly na označení horotvorného procesu.
V širším smyslu se někdy (nepříliš správně) používá pojem hercynský (variský) pro celou epochu, tj. pro všechny horotvorné procesy v mladších prvohorách (devon–perm). Rozumný základ to má u jižní části Apalačských hor v Severní Americe, které vznikly při téže srážce, ale byly později od zbytku hercynských pohoří odtrženy, když vznikl Atlantský oceán; pro ně se obvykle používá pojem alleghenské vrásnění. Pojmenování hercynský už však není na místě třeba u Uralu (vznikl srážkou Sibiře s Pangeou v karbonu a permu, asi 300–250 Ma).

## Průběh
- Výchozí podmínky: Euramerika vznikla začátkem devonu, když se Baltika (s již připojenou Avalonií) srazila s Laurentií (zhruba dnešní Severní Amerikou). Výsledný kontinent ležel na rovníku. Laurentie v něm byla položená na bok, tj. dnešní východní pobřeží Severní Ameriky bylo obrácené k jihu. Šev mezi někdejší Baltikou a Laurentií probíhal Skandinávií a Skotskem na jedné straně, Grónskem na druhé. Dnešní Florida a většina jižní Evropy nebyly součástí Eurameriky.
- Gondwana zahrnovala obrovská území budoucí Jižní Ameriky, Afriky, Arábie, Indie, Austrálie a Antarktidy. Rozkládala se na jižní polokouli jihovýchodně od Eurameriky (sahala i na jižní pól), pohybovala se k severozápadu a doháněla Eurameriku. Mezi Euramerikou a Gondwanou se rozprostíral Rheický oceán.
- V raném karbonu se Gondwana dotkla Eurameriky oblastí budoucí severozápadní Afriky. Vznikla jižní část Apalačských hor (severní část je starší a vznikla už při kaledonském vrásnění). Na africkém území se zvedla Meseta (později z větší části překryta Atlasem).
- Území budoucí Jižní Ameriky se posouvalo k severu a na jižním okraji Eurameriky vyvrásnilo pohoří Ouachita v dnešní Oklahomě a Arkansasu.
- Kromě posouvání k severu se Gondwana otáčela po směru hodinových ručiček, takže zatímco její západní část se tlačila na sever a střetávala se s Euramerikou, východní část (Indie, Austrálie, Antarktida) naopak mířila k jižnímu pólu. Pangea se tak tvarovala do písmene C, v jehož vnitřku se otvíral oceán Paleothetys.
- V Evropě srážka vyzvedla pás Hercynských pohoří zvaných též Variscidy. Patří sem západní část Pyrenejského poloostrova (má se za to, že tehdy navazovala na Bretaň, ale později se ulomila a otočila proti směru hodinových ručiček k jihu), jihozápadní Irsko, Cornwall, Devon, Pembrokeshire, poloostrov Gower, údolí Glamorgan, francouzskou Bretaň (Armorický masív), Centrální masív, Korsiku (i italskou Sardinii) a Vogézy, belgické Ardeny, v Německu mj. Schwarzwald, Hunsrück a Harz, celou Českou vysočinu a polské vrchoviny až po Svatokřížské hory.